# Chasan Chalmurzajev
Chasan Chalmurzajev (rusky Хасан Халмурзаев), (* 9. října 1993) je ruský zápasník–judista ingušské národnosti, olympijský vítěz z roku 2016.

## Sportovní kariéra
S úpolovými sporty začínal v 8 letech v Nazrani společně se svým bratrem dvojčetem Chusejnem. Připravuje se pod vedením Junuse Ozdojeva. V ruské seniorské reprezentaci se pohybuje od roku 2013. Členem užšího výběru reprezentace je od roku 2015. V roce 2016 byl v mimořádné formě a dokázal vybojovat olympijskou nominaci na olympijské hry v Riu na úkor čtyř dalších krajanů. V Riu předvedl výborný taktický výkon. V základní hrací době si pasivním judem hlídal soupeře a v prodloužení útočil. V úvodním kole zvítězil nad Íráncem Saeidem Mollaeim na dva dvě šida. V dalším kole využil úvodního zaváhání Egypťana Mohameda Abdelaala kombinací o-soto-gari+ko-soto-gake na wazari a zbytek hrací doby si Egypťana hlídal v úchopu. Ve čtvrtfinále se utkal s Kanaďanem Antoinem Valois-Fortierem a po celou regulérní hrací době čekal na jeho chybu, která však nepřišla. Hned na začátku prodloužení zaútočil technikou o-uči-gari a o podmetl Kanďana na wazari. V semifinále se utkal s Sergiu Tomou ze Spojených arabských emirátů a stejnou taktikou ze čtvrtfinále si počkal na prodloužení a v něm strhnul Tomu technikou sumi-gaeši. Ve finále se utkal s Američanem Travisem Stevensnem a hned na úvod poprvé v turnaji chyboval, když ho Američan povalil na zem. Po minutě boje na zemi se mu podařilo akci přežít bez ztráty bodu. V následujících několika sekundách použil dvakrát svojí nejsilnější zbraň techniku uči-mata a zápas ukončil stylově na ippon. Získal zlatou olympijskou medaili.
Chasan Chalmurzajev je levoruký judista, velmi silný v boji o úchop, osobní technika uči-mata.

### Vítězství
- 2013 – 1x světový pohár (Almaty)
- 2014 – 1x světový pohár (Budapešť)
- 2015 – 1x světový pohár (Baku)
- 2016 – 1x světový pohár (Havana)

## Výsledky
| Olympijské hry     |    |   |     | —   |    |    |   | 1. |    |  |  |  |  |  |  |  |  |  |  |  |  |  |  |  |  |  |  |
| Mistrovství světa  | —  | — | —   |     | —  | —  | — |    | 3. |  |  |  |  |  |  |  |  |  |  |  |  |  |  |  |  |  |  |
| Evropské hry       |    |   |     |     |    |    | — |    |    |  |  |  |  |  |  |  |  |  |  |  |  |  |  |  |  |  |  |
| Mistrovství Evropy | —  | — | —   | —   | —  | —  | — | 1. | —  |  |  |  |  |  |  |  |  |  |  |  |  |  |  |  |  |  |  |
| ME do 23 let       | —  | — | —   | —   | 2. | 3. | — |    |    |  |  |  |  |  |  |  |  |  |  |  |  |  |  |  |  |  |  |
| MS juniorů         | —  | — | úč. |     | —  |    |   |    |    |  |  |  |  |  |  |  |  |  |  |  |  |  |  |  |  |  |  |
| ME juniorů         | —  | — | 1.  | úč. | —  |    |   |    |    |  |  |  |  |  |  |  |  |  |  |  |  |  |  |  |  |  |  |
| MS dorostenců      | 1. |   |     |     |    |    |   |    |    |  |  |  |  |  |  |  |  |  |  |  |  |  |  |  |  |  |  |
| ME dorostenců      | 1. |   |     |     |    |    |   |    |    |  |  |  |  |  |  |  |  |  |  |  |  |  |  |  |  |  |  |